# St Peter's School (York)
St Peter's School est une école privée anglaise, située à York dans le comté de Yorkshire du Nord.

## Origines
St Peter's School est créée en 627 par Paulin d'York, elle est l'une des plus anciennes écoles du Royaume-Uni et du monde,.
Dès sa fondation, l'école a des liens proches avec la cathédrale d'York.

## Anciens élèves(Old Peterites)
- Alcuin, un des principaux amis et conseillers de Charlemagne
- Guy Fawkes, un des conjurés de la Conspiration des poudres (Gunpowder Plot)[3]
- John Barry (compositeur), connu pour les musiques des James Bond.